# I migliori racconti
I migliori racconti (The Best of Matheson) è una raccolta del 2010 di racconti di fantascienza e orrore di Richard Matheson. Si compone di nove racconti brevi, di cui sette furono scritti negli anni cinquanta. Le due storie più recenti sono Duel del 1971, da cui l'omonimo film di Steven Spielberg, e La preda del 1969.
La raccolta è stata tradotta in lingua italiana nel 2011 da Riccardo Valla per Fanucci Editore.

## Racconti
Tutti questi racconti erano già apparsi su precedenti raccolte pubblicate dallo stesso editore.

### Nato d'uomo e di donna
Già incluso in Duel e altri racconti del 2004.

### Duel
Già incluso in Duel e altri racconti del 2004.

### La danza dei morti
Già incluso in Incubo a seimila metri del 2002.

### L'uomo enciclopedico
Già incluso in Duel e altri racconti del 2004.

### La casa impazzita
Già incluso in Incubo a seimila metri del 2002.

### La legione dei cospiratori
Già incluso in Incubo a seimila metri del 2002.

### I figli di Noè
Già incluso in Incubo a seimila metri del 2002.

### Il nuovo vicino di casa
Già incluso in Incubo a seimila metri del 2002.

### La preda
Già incluso in Incubo a seimila metri del 2002.

## Edizioni
- Richard Matheson, The Best of Matheson, RXR, Inc., 2010.
- Richard Matheson, I migliori racconti, traduzione di Maurizio Nati, catalogo TIF Extra, Fanucci, 2011,  p. 178, ISBN 978-88-347-1758-5.